# 諾基亞603
諾基亞603是諾基亞生產的平板式智能手機，2011年11月17日發布。

## 規格
| 類型     | 智能手機                                                                |
| 手機規格 | 直立式                                                                  |
| 尺寸     | 高度：113.5（4.47英寸）；寬度：57.1（2.25英寸）；厚度：12.7（0.50英寸） |
| 重量     | 109.6克（3.87盎司）                                                     |
| 操作系统 | Nokia Belle                                                             |
| 電池     | 1300 mAh                                                                |
| 顯示器   | 3.5英寸（89）                                                           |